# Sagues dels temps antics
Les  Sagues dels temps antics  (en islandès medieval  fornaldarsögur ) són un conjunt d'obres en prosa que formen en si mateixes un gènere literari dins la tradició de les sagues islandeses. Van aparèixer principalment durant els segles xiii i xvi a Islàndia, tenint gran difusió a Dinamarca durant el segle xix. Justament a l'edició vuitcentista deuen el seu nom, quan van ser categoritzades per l'estudiós Carl Christian Rafn en no saber encaixar en els gèneres ja coneguts.